# William Saroyan
William Saroyan (IPA: [səˈrɔɪ.ən]) (Fresno, 31 agosto 1908 – Fresno, 18 maggio 1981) è stato uno scrittore e drammaturgo statunitense.
Fu uno degli scrittori statunitensi più rappresentativi del periodo fra le guerre.

## Biografia
Nato a Fresno, in California, il 31 agosto del 1908, figlio di immigrati armeni originari di Bitlis (nell'attuale Turchia sud-orientale), Saroyan fu soldato semplice nella seconda guerra mondiale. 
Pur abitando a Malibu, in California, viaggiò molto, specialmente in Europa. Dopo l'esordio avvenuto nel 1933 con un racconto pubblicato su Hairenik, un settimanale armeno di Boston, il successo gli arrise quasi subito.
Rifiutò il premio Pulitzer 1940 assegnato a I giorni della vita (The Time of Your Life).
Ebbe enorme successo con i suoi racconti (nove raccolte dal 1934 al 1939, composte ad un ritmo anche di tre all'anno) e con il mondo meraviglioso e fantastico del romanzo The Human Comedy (La commedia umana) (1943).
Nuova fortuna riscossero opere teatrali come My Heart's in the Highlands (Il mio cuore è sugli altopiani) (1939), i cui personaggi derelitti sono improvvisamente aiutati da figure simboliche che intervengono come deus ex machina.
La sua esperienza di vita fu analoga a quella di tanti scrittori neo-realisti degli Stati Uniti (figlio di poveri immigrati armeni, dovette fare i più svariati mestieri, venendo a diretto contatto con il popolo) e ricorre spesso nelle sue pagine; ma invece di ispirargli i forti chiaroscuri della condanna sociale, i suoi ricordi si velano in un mondo quasi onirico ove sentimentalismo, umorismo e gusto bozzettistico sono in sintonia.
Morì per un cancro alla prostata.

## Vita privata
Sposò nel 1943 l'attrice Carol Grace, e da lei ebbe due figli: un maschio, Aram, e una femmina, Lucy, che divenne attrice. Nel 1948 la coppia divorziò. I due si risposarono nel 1951, ma questo secondo matrimonio sfociò nel divorzio l'anno successivo.

## Opere
- Che ve ne sembra dell'America, tr. it. di Elio Vittorini, Mondadori, Milano 1940
- I giorni della vita (The Time of Your Life), tr. it. di Gerardo Guerrieri, Rosa e Ballo Editori, Milano 1944
- Sono il tuo mondo?, tr. it. di Myriam Mafai e Aldo Scagnetti, Jandi Sapi, 1944
- La maniera di essere vivi, Gentile Editore, Milano 1945
- Il mio nome è Aram, tr. it. di Mario Monti, Bompiani, Milano 1947 (ristampa a cura di M. Monti, con il racconto Piccola cara, Mondadori, Milano 1963); nuova edizione a cura di Stefano Giorgianni, Delmiglio, Verona 2015
- Rock Wagram l'indistruttibile, Mondadori, Milano 1953
- La tigre di Tracy, tr. it. di Luciano Mercatali, illustrazioni di Ugo Marantonio, Mondadori, Milano 1954
- In bicicletta a Beverly Hills, tr. it. di Giovanni Fletzer, Mondadori, Milano 1956
- Ti voglio bene, mamma!, Mondadori, Milano, 1958
- Uomini e donne insieme, Mondadori, Milano, 1966
- Il mio cuore negli altipiani, tr. it. di Elio Vittorini e Piero Pignata, Mursia, 1968
- La commedia umana, New York, Overseas Editions, 1943; a cura di Marcello Morpurgo, Mondadori, 1974
- Morris Hirshfield, presentazione di Sidney Janis, contributo critico di Oto Bihalji-Merin, Franco Maria Ricci, Parma 1976
- Il trapezio volante, tr. it. di Claudia Tarolo e Marco Zapparoli, Marcos y Marcos, Milano 2001
- Dove vanno a finire le ossa, a cura di Robert Setrakian, tr. it. di Marina Premoli, Archinto, Milano 2007

## Riconoscimenti
- 1940 - Premio Pulitzer per la drammaturgia per I giorni della vita
- 1940 - New York Drama Critics' Circle per I giorni della vita
- 1944 - Premio Oscar al miglior soggetto per La commedia umana